# Úlfarsfell
Der Palagonitrücken Úlfarsfell befindet sich zwischen Reykjavíkurborg und Mosfellsbær im Südwesten Islands sowie nordwestlich des Hafravatn gegenüber von Korpúlfsstaðir und ist 295 m hoch. Südöstlich vom Berg liegt der gleichnamige Bauernhof.

## Geologie
Das Gestein des Úlfarsfell datiert aus der Mitte der Eiszeit. Damals befanden sich zwei aktive Vulkansysteme in der Nähe des benachbarten Hausberges von Reykjavík, der Esja, das System des Stardalsvulkans, der etwa auf der Höhe von Kjós (Hvalfjörður) lag, und das des Kollafjörðurvulkans. Beide waren vor etwa 3 bzw. 2 Millionen Jahren aktiv. Die Eiszeit dauerte in Island von vor etwa 3 Millionen Jahren bis vor 10.000 Jahren. Der Berg ist vor etwa 1,5–2 Millionen Jahren entstanden, so dass das ihn aufbauende Magma einem dieser Zentralvulkane entstammte.

## Naherholungsgebiet
Der Berg gehört zum Naherholungsgebiet von Reykjavík. Etliche Wanderwege führen auf ihn hinauf, vor allem von Norden unterhalb des Felsgürtels Hamrahlíð, wo die isländische Forstverwaltung Bäume angepflanzt hat, und von Westen an der Straße zum Hafravatn. Von den beiden Gipfeln des Berges hat man eine gute Aussicht über Reykjavík und die Bucht Faxaflói.

## Baugebiete und Straßen
Die Ringstraße Richtung Borgarnes führt im Norden direkt an seinem Fuße vorbei. Dort befindet sich jetzt auch Richtung Reykjavík ein Neubaugebiet mit Industrieansiedlungen.